# Cerkiew św. Jana Ewangelisty w Muszynce
Cerkiew św. Jana Ewangelisty w Muszynce – dawna greckokatolicka cerkiew znajdująca się w Muszynce.
Po 1947 przejęta przez kościół rzymskokatolicki. Obecnie użytkowana jako kościół filialny parafii Świętych Apostołów Piotra i Pawła w Tyliczu.
Cerkiew wpisano na listę zabytków w 1964. Została włączona do małopolskiego Szlaku Architektury Drewnianej.

## Historia
Pierwsza cerkiew w Muszynce powstała po lokacji wsi w 1636 poprzez przekształcenie dawnego, nieużywanego kościoła. Obecny obiekt jest jednak młodszy i powstał w następnym stuleciu, zaś w XIX wieku był przebudowywany. Na przełomie wieków XIX i XX wnętrze cerkwi pokryła polichromia. Po Akcji „Wisła” obiekt został przejęty przez Kościół rzymskokatolicki.

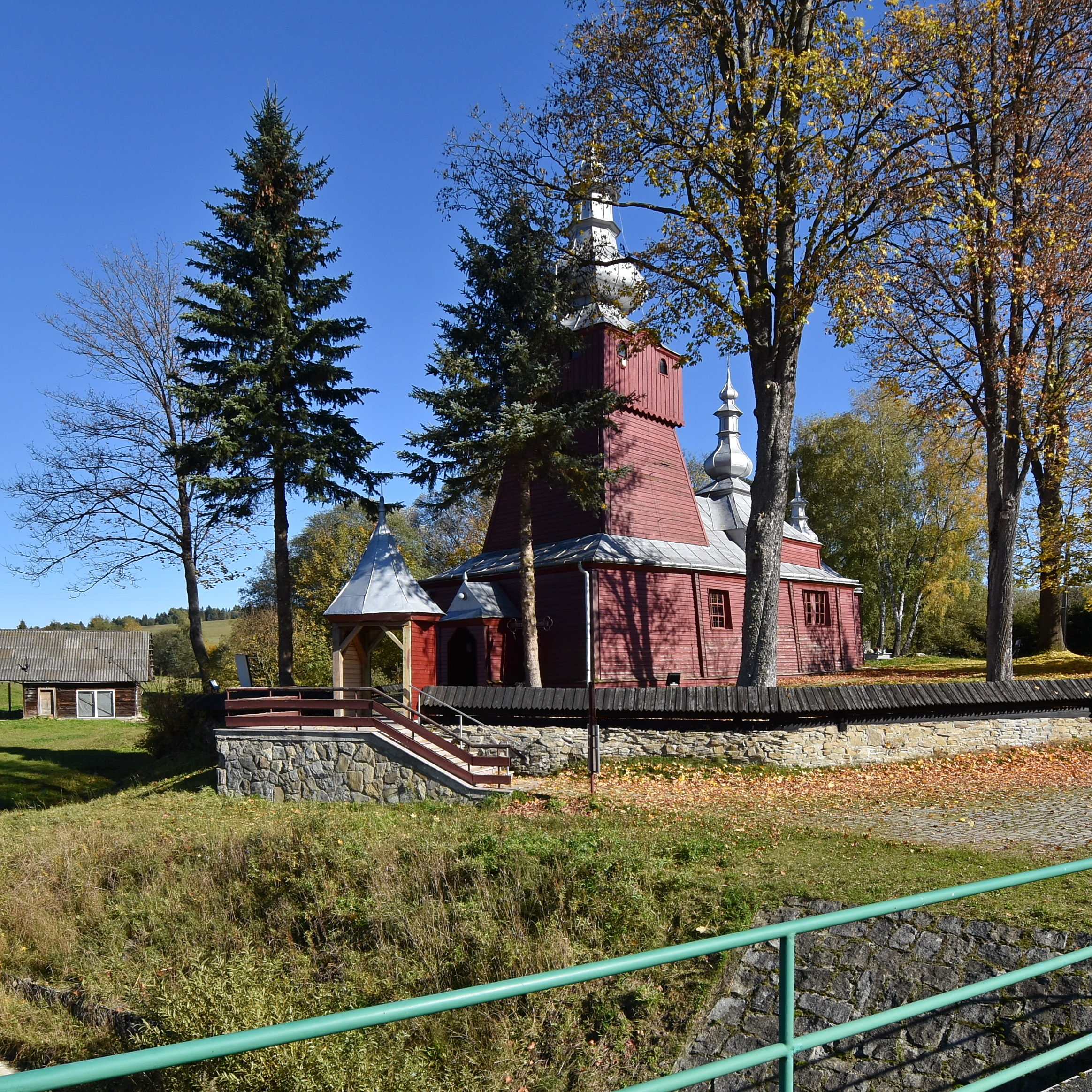
Elewacja frontowa
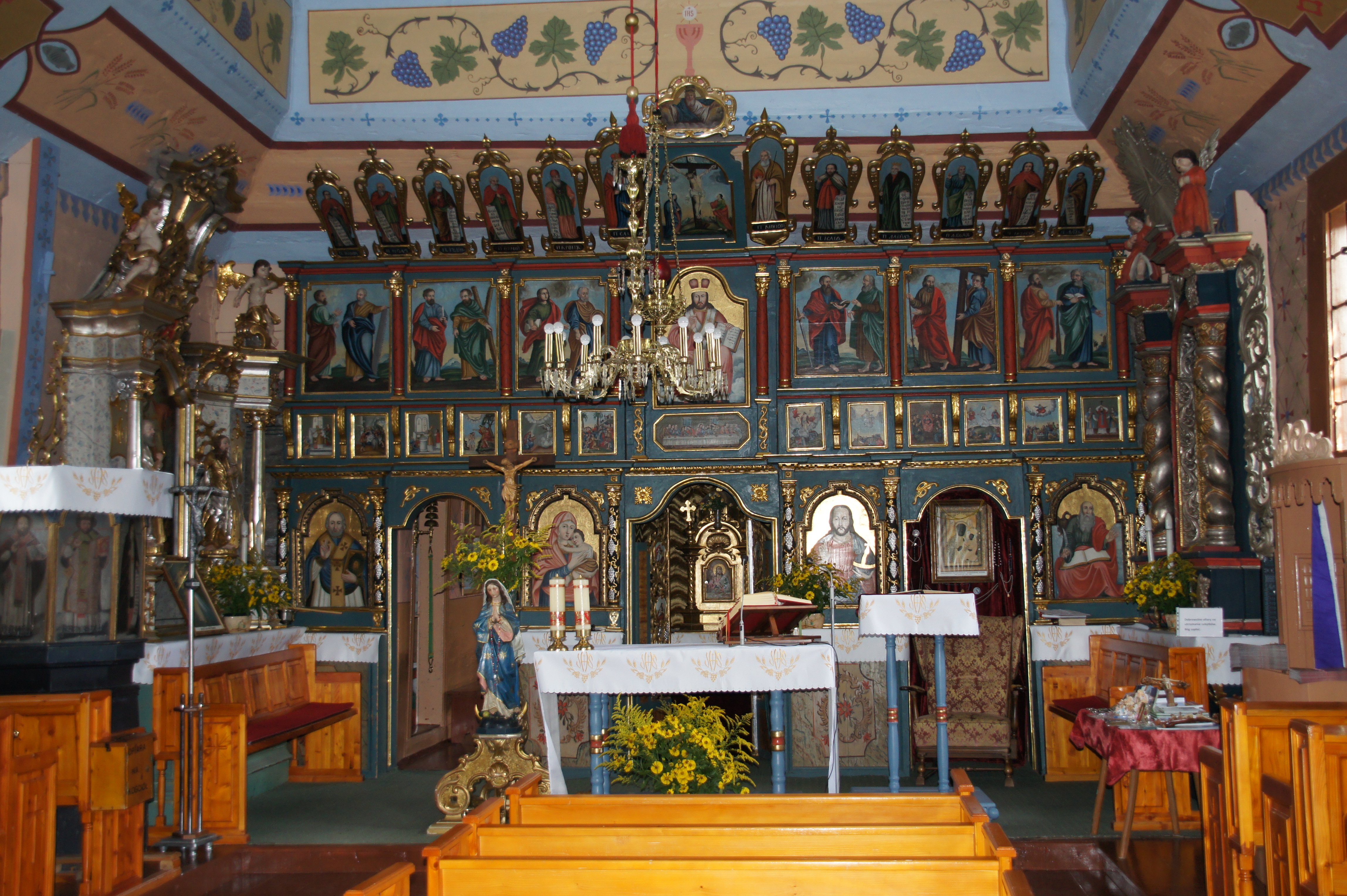
Wnętrze
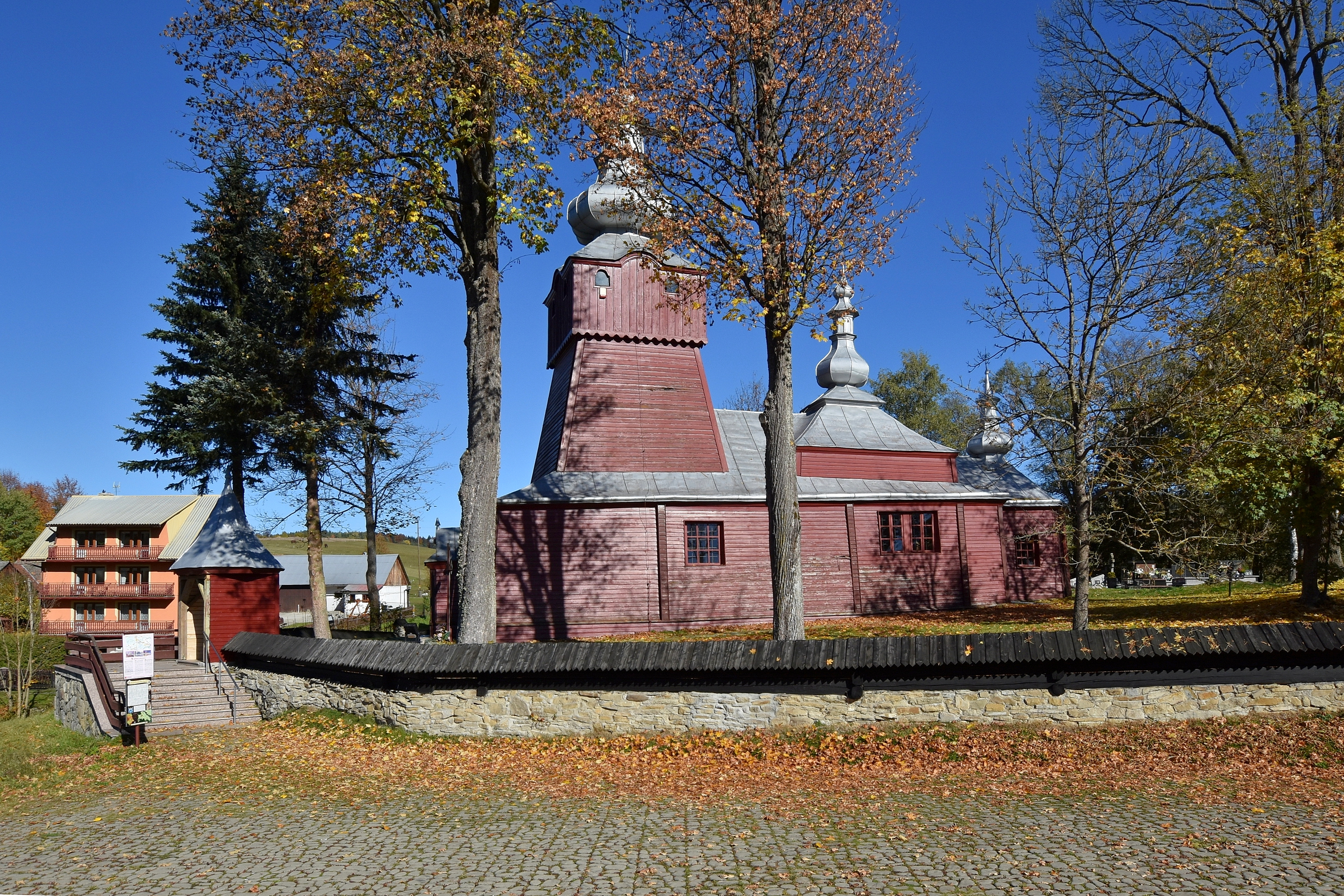
Widok ogólny

## Architektura i wyposażenie
Cerkiew w Muszynce jest cerkwią łemkowską, trójdzielną. Ponad przedsionkiem wznosi się wieża o konstrukcji słupowo-ramowej, z drewnianym hełmem i kutym krzyżem. Poniżej dachu wieży znajduje się rząd półkolistych okienek. Mniejszych rozmiarów hełmy znajdują się nad nawą i trójbocznie zamkniętym prezbiterium. Jest ono przykryte dachem kalenicowym, podczas gdy nad nawą wznosi się dach namiotowy. Cały dach świątyni jest kryty blachą.
We wnętrzu budynku przetrwała w dobrym stanie polichromia wykonana na początku XX wieku, utrzymana w błękitnej tonacji kolorystycznej. W pomieszczeniu ołtarzowym znajduje się tylko obraz Trójcy Świętej, być może element niezachowanego do dziś większego ołtarza. W cerkwi zachował się ikonostas z XVIII w. oraz dwa ołtarze boczne, jeden poświęcony św. Barbarze, drugi zaś – Maryi, przedstawionej jako królowa Nieba i Ziemi. Według legendy obraz św. Barbary znajdował się w latach 1769-1770 w polowym ołtarzu konfederatów barskich w czasie, gdy mieli oni swój obóz w okolicy Muszynki. Z osiemnastego wieku pochodzi również ambona z postaciami ośmiu Ojców Kościoła.

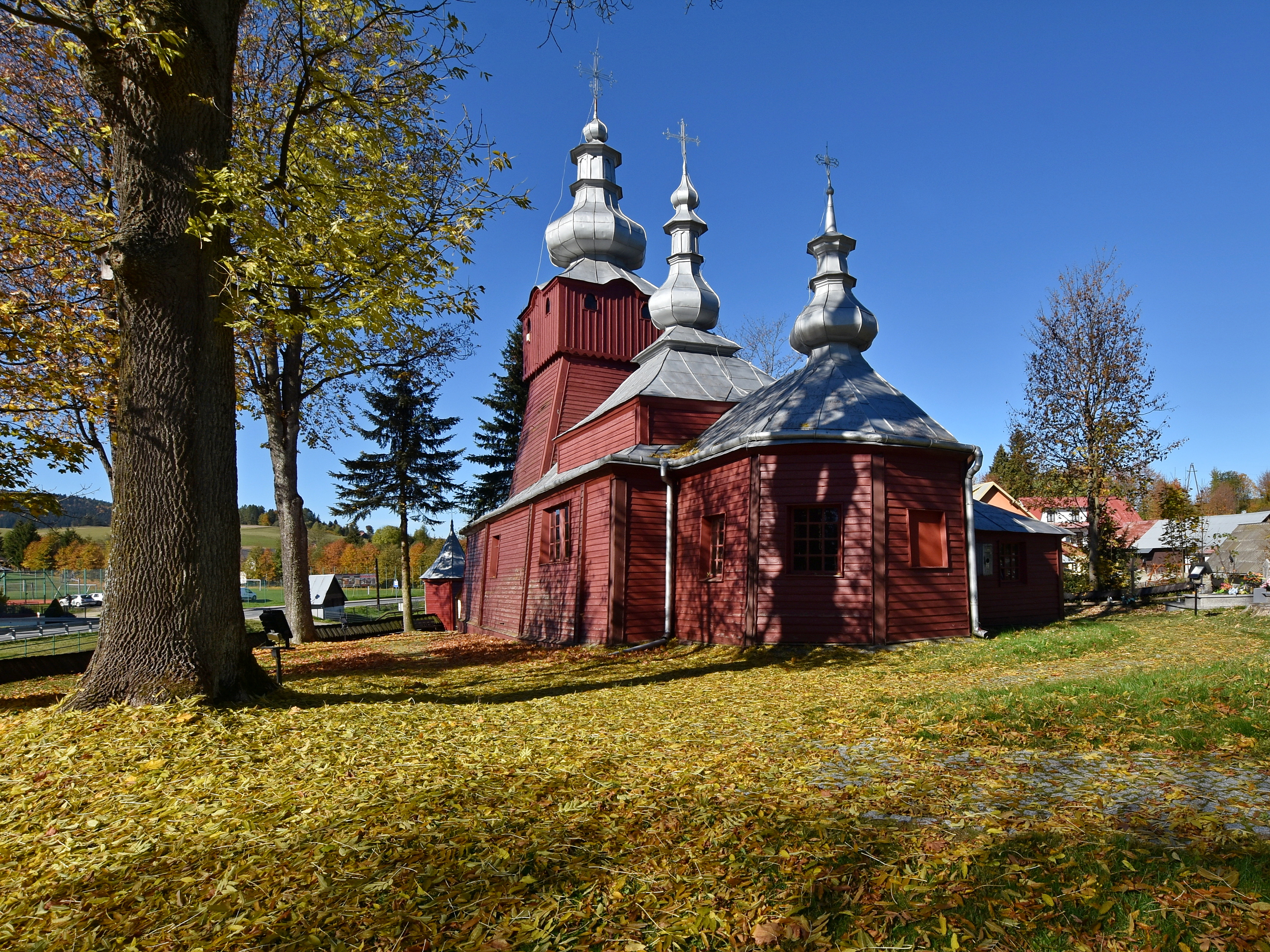
Widok od prezbiterium
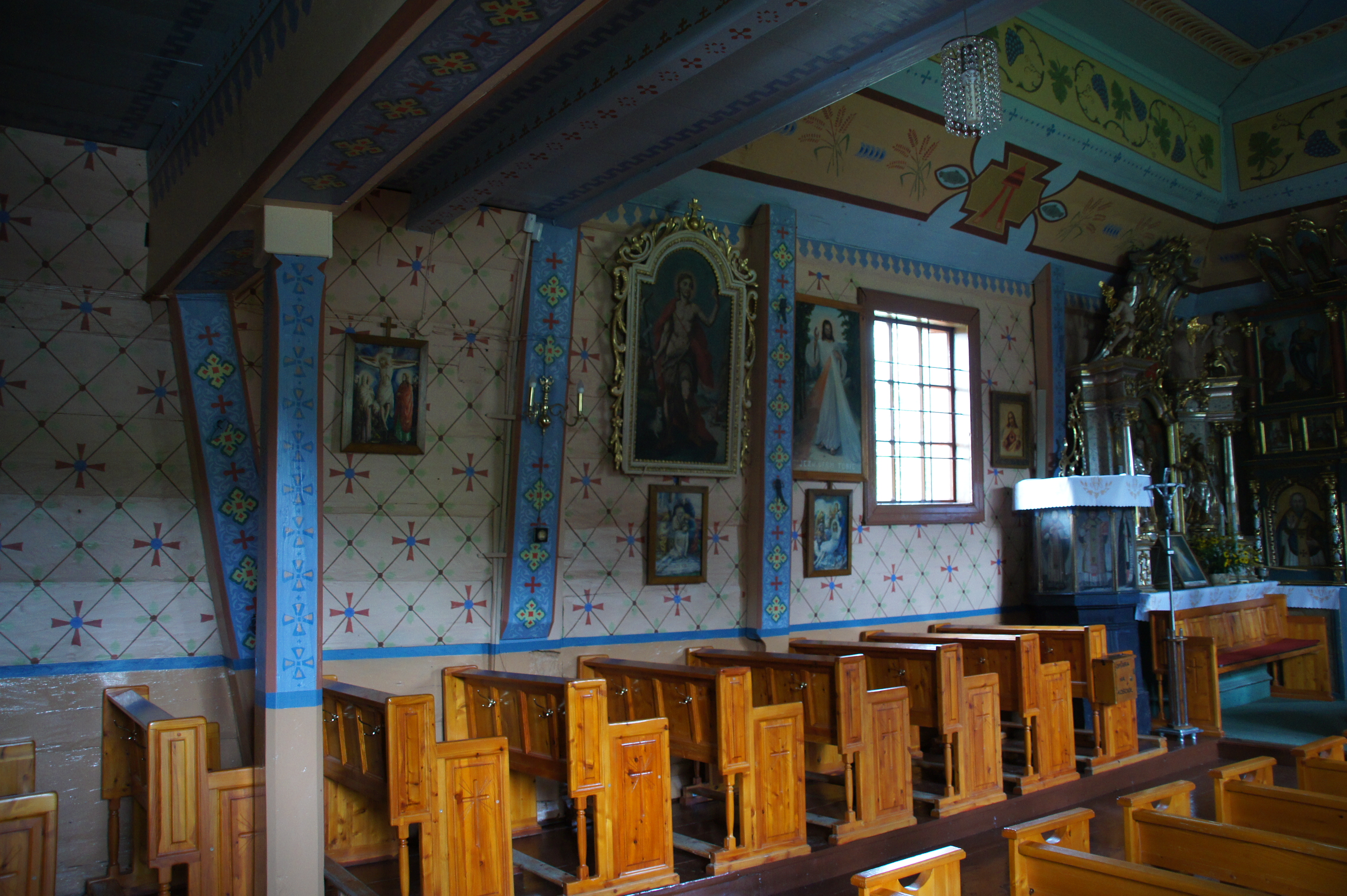
Wnętrze
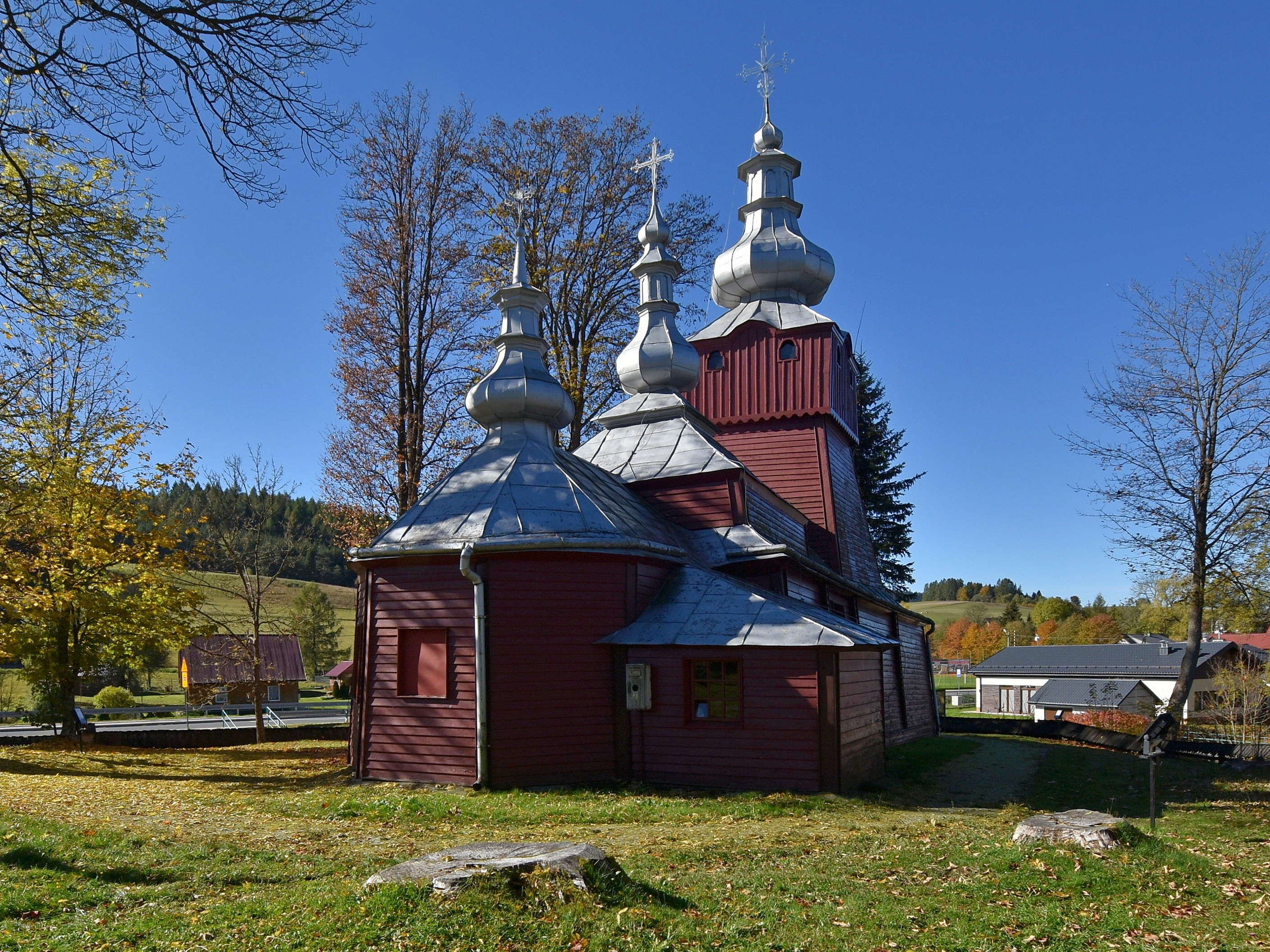
Widok od strony północnej